# Kraft
För andra betydelser, se Kraft (olika betydelser).

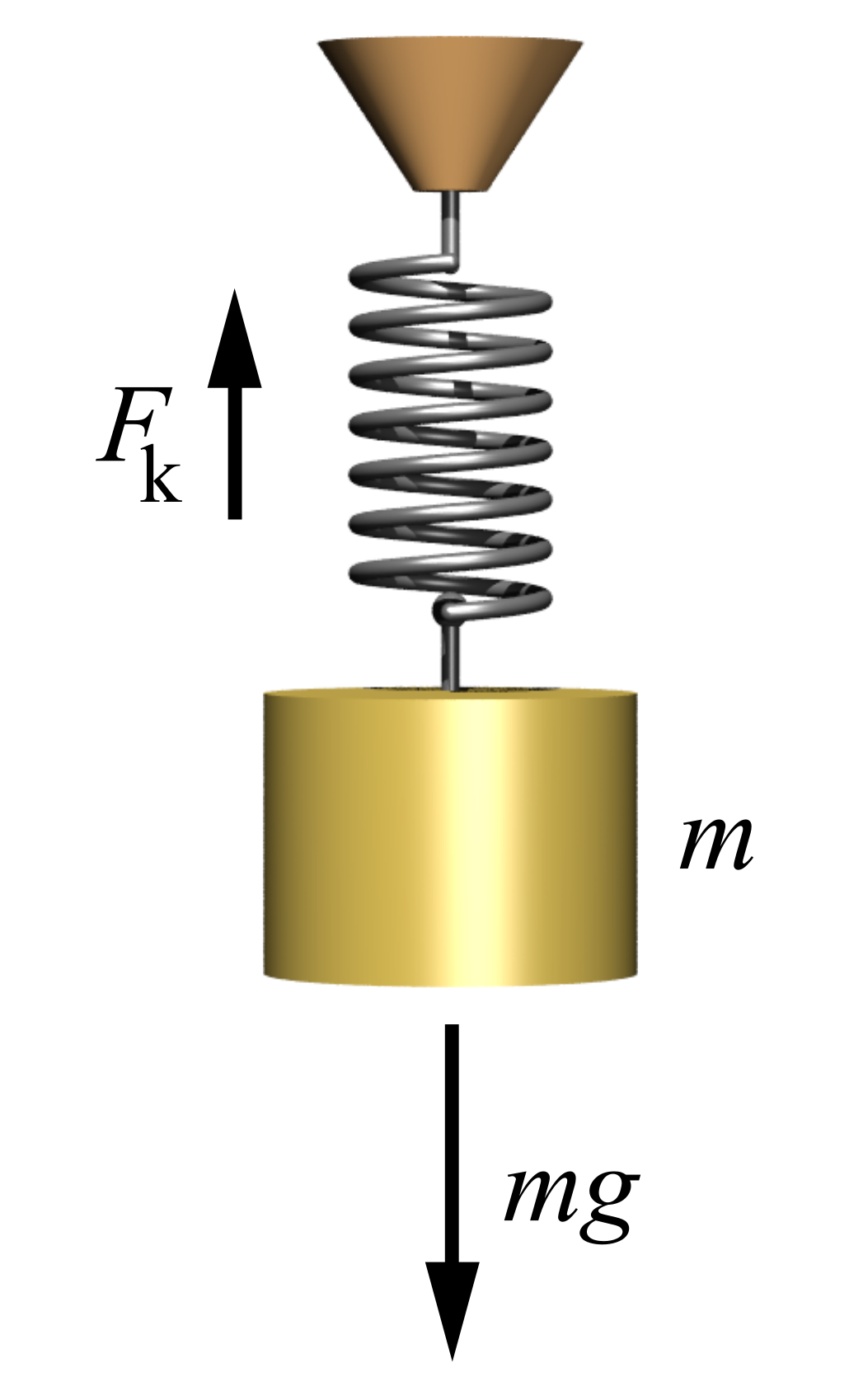
Exempel på två krafter

Kraft är inom fysiken en abstraktion för att förklara och beskriva orsaken till förändringar av ett föremåls hastighet. Om flera krafter verkar på samma föremål kan de ta ut varandra och då inte orsaka någon förändring av hastigheten. I sin nutida mening infördes kraftbegreppet av Isaac Newton. Inom den klassiska fysiken förklarar Newtons tre rörelselagar kroppars rörelse under inverkan av krafter och dessa tre lagar kan sägas definiera krafter som verkar på ett system. De tre lagarna är:
- En kropp som inte påverkas av yttre krafter förblir i sitt tillstånd av vila eller likformig, rätlinjig rörelse.
- Ändringen per tidsenhet av en kropps rörelsemängd är proportionell mot den verkande kraften och ligger i dennas riktning.
- Mot varje kraft svarar en annan lika stor och motsatt riktad kraft, så att de ömsesidigt mellan två kroppar verkande krafterna alltid är lika stora och motsatt riktade.

## Enhet
SI-enheten för kraft är newton (N), namngiven efter fysikern Isaac Newton. 1 newton definieras som den kraft som krävs för att accelerera en massa på 1 kg med 1 meter/sekund². Äldre enheter är kilopond och dyn. I det brittiska systemet används enheten pound-force.

## Definitioner
En kraft är en fysikalisk storhet med storlek och riktning. Krafter som verkar på ett objekt kan sålunda representeras med vektorer och adderas (med vektoralgebra) till en nettokraft. Om nettokraften är skild från noll förändras objektets rörelsevektor, det vill säga dess fart eller rörelseriktning eller bådadera.
Enligt Newtons andra lag definieras en kraft genom förändringen av ett systems rörelsemängd över tiden: 
{\displaystyle F={\Delta (mv) \over \Delta t}}
där {\displaystyle \Delta } anger en förändring av storheten {\displaystyle mv} (rörelsemängden, systemets massa multiplicerad med dess hastighet) och där {\displaystyle t} är tiden. Då tidsdifferensen görs allt mindre, erhålls som gränsvärde då {\displaystyle \Delta t} går mot noll, den momentana kraft som verkar på systemet:
{\displaystyle F={d(mv) \over dt}}
Kraften definieras då som tidsderivatan av rörelsemängden. Inom klassisk dynamik är ofta systemets massa konstant under den tid kraften verkar och då förenklas Newtons andra lag till
{\displaystyle F=m{dv \over dt}\Leftrightarrow F=ma}
där {\displaystyle a} är systemets acceleration och {\displaystyle m} är systemets massa.
Referenssystem där Newtons andra lag på formen {\displaystyle F={d(mv) \over dt}} gäller kallas inertialsystem och innebär att referenssystemet självt inte accelererar. Denna idealisering passade in i dåtidens naturfilosofiska tro på ett absolut rum och en absolut tid. Ett absolut inertialsystem finns i egentlig mening inte utan måste väljas.  För praktiska ändamål går det i de flesta fall att hitta ett referenssystem som kan tjäna som ett inertialsystem. I vissa fall är referenssystemet jorden en tillräckligt god approximation av ett inertialsystem och för studier av planetsystemet går det att till exempel välja ett referenssystem som fixeras i avlägsna stjärnor och galaxer. Tron på ett absolut rum ledde vetenskapsmännen att söka efter detta i och med fastställandet av ljusets hastighet i Maxwells ekvationer (se etern).

## Krafternas orsak
Enligt modern fysik uppstår krafter genom växelverkan mellan elementarpartiklar. Krafter med makroskopisk räckvidd är gravitationen och elektromagnetismen. Elektromagnetismen ger upphov till många av de krafter som förekommer i vardagliga sammanhang, bland annat normalkraft, friktion och ytspänning.

### De fyra fundamentala naturkrafterna
- Gravitation
- Elektromagnetisk kraft
- Stark kärnkraft
- Svag kärnkraft

Se vidare Fundamental växelverkan

### Konservativa krafter
- Gravitationskraft
- Coulombkraft

### Dissipativa krafter
- Friktion

### Fiktiva krafter
- Corioliskraft
- Centrifugalkraft

## Krafter och potentialer
Om ett system enbart påverkas av konservativa krafter kan dess totala energi skrivas som summan av den potentiella och den kinetiska energin hos systemet. Den potentiella energin kopplas till exempelvis en elektrisk kraft som verkar på en laddning.
Den elektriska Coulombkraften mellan två laddade partiklar {\displaystyle q_{1}} och {\displaystyle q_{2}} på avståndet {\displaystyle r} från varandra skrivs som
{\displaystyle F=-k{q_{1}q_{2} \over r^{2}}}
vilket kan skrivas om till en elektrisk potential, knuten till {\displaystyle q_{1}} och orsakad av laddningen {\displaystyle q_{2}}:
{\displaystyle V=k{q_{1}q_{2} \over r}}
Likaledes kan den gravitationella kraften mellan två massor {\displaystyle m_{1}} och {\displaystyle m_{2}} på avståndet {\displaystyle r} från varandra skrivas som
{\displaystyle F=G{m_{1}m_{2} \over r^{2}}}
vilket kan skrivas om till en gravitationell potential knuten till {\displaystyle m_{1}} och orsakad av massan {\displaystyle m_{2}}:
{\displaystyle V=-G{m_{1}m_{2} \over r}}
Om en icke-konservativ kraft påverkar systemet behöver en term för dess arbete läggas till den totala energin. Denna kan inte skriva med hjälp av en potential utan enbart på den allmänna formen {\displaystyle \int _{\mathbf {s} _{1}}^{\mathbf {s} _{2}}\mathbf {F} (\mathbf {s} )\cdot \mathrm {d} \mathbf {s} }.

## Historik
Aristoteles ansåg att en kraft (han använde dock inte detta uttryck) behövdes för att hålla en kropp i rörelse. Sålunda går Newtons och Aristoteles syn på rörelse stick i stäv mot varandra. Med Newtons definition krävs en kraft för att förändra en kropps rörelse. En kropp i absolut vakuum och långt från annan materia skulle sålunda bete sig helt olika enligt dessa två förklaringar. Vidare hävdade Aristoteles även att olika tunga föremål faller olika fort.
Galileo Galilei utförde experiment för att studera fallande kroppar och tog genom sina studier första steget mot en omvälvning av den förhärskande bilden av hur kroppar påverkas av krafter, bland annat hävdade han att tunga och lätta föremål faller lika fort, något som han enligt en välkänd myt ska ha demonstrerat genom att släppa olika tunga föremål från lutande tornet i Pisa.
Den danske astronomen Tycho Brahe utförde noggranna studier på himlakroppar och noterade deras rörelser i tabeller. Under sin tid som hovastronom mötte Brahe den matematiskt begåvade Johannes Kepler. Kepler systematiserade Brahes tabeller och fann att himlakropparna följde vissa mönster. Han härledde ur Brahes tabeller Keplers lagar för himlakropparna. Slutsatsen av Keplers arbeten var att himlakropparna rörde sig i ellipser med solen i ena brännpunkten. Newtons arbete under slutet av 1600-talet förklarade Keplers lagar, varför olika tunga föremål faller lika fort och mycket annat. För första gången gavs en enhetlig teori för kroppars rörelse. Genom Newtons arbete sammanbands den celesta mekaniken med mer närliggande mekanik (lutande plan, fallande kroppar). Newton ledde sålunda en revolution genom att hävda att samma principer styr experiment utförda på jorden och himlakropparnas rörelser. Under 1700- och 1800-talen utarbetades olika förfiningar av Newtons teorier, bland annat d'Alemberts princip, Lagranges arbeten och Hamiltons formulering av lagen om minimal verkan - Hamiltons princip. Genom dessa senare arbeten gavs mekaniken och kraftbegreppet en konsistent förklaring och kraftfulla metoder för problemlösning och teoribyggande sattes på plats. Viktiga bidrag rörande kraftbegreppet och tillhörande teorier gavs också av bland annat Euler, Bernoullie och Laplace.
I och med Maxwells formulering av lagarna för elektromagnetism framkom att ljusets hastighet i vakuum intar en särställning inom fysiken. Under de senare decennierna av 1800-talet arbetades intensivt med att förklara ljusets hastighet inom ramen för den Newtonska mekaniken och Maxwells elektrodynamik. Detta arbete byggde på existensen av idén om det absoluta rummet och den absoluta tiden, såsom postulerats i den newtonska mekaniken. Michelson och Morley genomförde ett berömt experiment (Michelson–Morleys experiment) för att påvisa ljusets hastighet genom etern, dock utan framgång. Slutligen löstes denna fråga av Albert Einstein som postulerade vad ingen annan fysiken vågat - Newton hade fel om det absoluta rummet och den absoluta tiden. Einsteins arbete, som resulterade i den speciella och den allmänna relativitetsteorin, kullkastade Newtons principer och gav en ny förklaring på den celesta mekaniken. Himlakroppar hålls i sina banor kring varandra på grund av en materiaansamlings krökning av den så kallade rumtiden.
Decennierna efter Einsteins arbete utvecklades kvantmekaniken som förklarade den diskrepans mellan teori och experiment vad gäller mycket små fysikaliska system (svartkroppsstrålning, atomära spektra, mm). Enligt denna teori förklaras kraftbegreppet som ett utbyte av kraftförmedlande partiklar, till exempel fotonen för elektromagnetiska krafter.
Idag råder ett febrilt arbete för att söka hitta en teori som förklarar diskrepansen mellan kvantmekanik och den allmänna relativitetsteorin. Se till exempel loopkvantgravitation och strängteori.

## Relaterade storheter
Kraft används för att direkt härleda energi. Energi omsätts om kraften får verka under en viss sträcka (fysikaliskt arbete), energimängden blir då proportionell mot kraften och sträckan. I dagligt tal förekommer uttryck som "elektrisk kraft" och det är vanligtvis ett felaktigt uttryck. Man brukar mena elektrisk effekt eller möjligen elektrisk energi. Våra tankar förleds också av den vardagliga erfarenheten av handkraft; vi blir trötta av att hålla ett tungt föremål. Vi överför ingen energi till det föremål vi håller stilla, men våra kroppsfunktioner omsätter ändå mer energi än vanligt, som avgår som spillvärme.